# Callostylis bambusifolia
Callostylis bambusifolia är en orkidéart som först beskrevs av John Lindley, och fick sitt nu gällande namn av Sing Chi Chen och Jeffrey James Wood. Callostylis bambusifolia ingår i släktet Callostylis och familjen orkidéer. Inga underarter finns listade i Catalogue of Life.